# 加藤光広
加藤 光広（かとう みつひろ）は、江戸時代前期の肥後国熊本藩の世嗣。官位は豊後守。

## 生涯

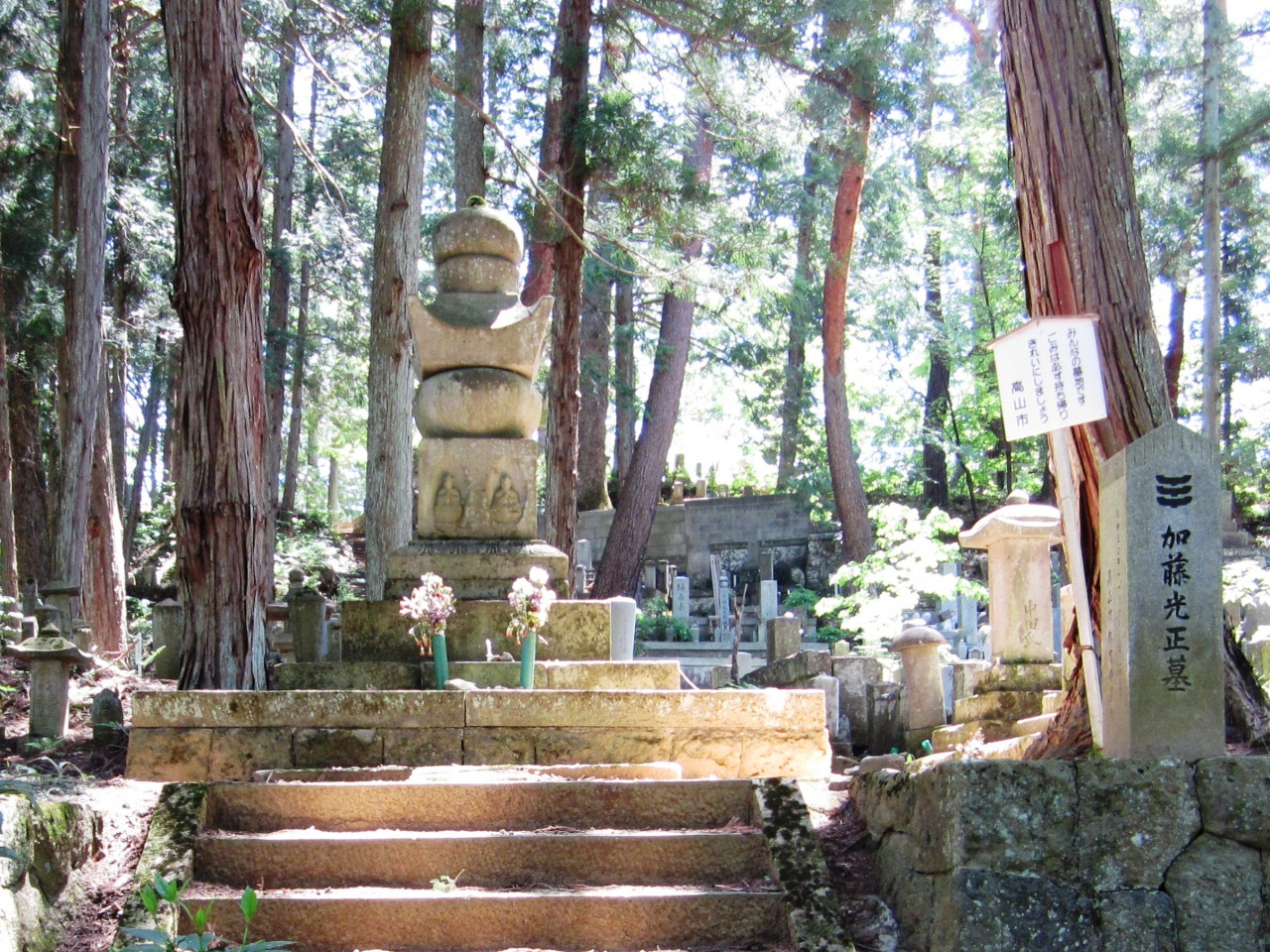
法華寺の墓所

2代藩主・加藤忠広の長男として誕生。母は正室・依姫（蒲生秀行の娘、徳川秀忠の養女）で、徳川家康の曾孫にあたる（依姫の母が家康の三女・振姫である）。1618年生まれ説もある。
寛永7年（1630年）、3代将軍・徳川家光から偏諱（「光」の字）と松平の名字を与えられ、光広と名乗る（諱は、祖父・加藤清正の1字により光正（みつまさ）とも）。寛永9年（1632年）、父・忠広は江戸参府途上、品川宿で入府を止められ、池上本門寺にて改易の沙汰を受けた。改易の理由のひとつに、光広が諸大名の名前と花押を記した謀反の連判状を作り家臣をからかうという、過ぎた座興を行ったというものがある。
光広は飛騨国高山藩主・金森重頼にお預けとなり、堪忍料として月俸百口を給され天照寺に蟄居したが、配所にて過ごすこと1年後の寛永10年（1633年）、父に先立ち病死した。武人肌であり、改易の遠因は自分にあったとして堪えられなくなり自刃したとする説、毒殺説もある。
墓所は高山市天性寺町の法華寺。
法華寺は、金森重頼が光広一周忌の時、その霊を慰めるために高山城二の丸の建物を移築して創建し墓所とした寺である。この地域には浄土真宗の寺院が圧倒的に多い中で、めずらしく法華寺は法華宗寺院であるが、それは加藤家宗旨が法華宗のためである。寺には光広の遺品が残り拝観できる。光広の死後、従臣の一部は上野平を開墾して帰農し、現在も子孫が住んでいる。